# Markus Klauk

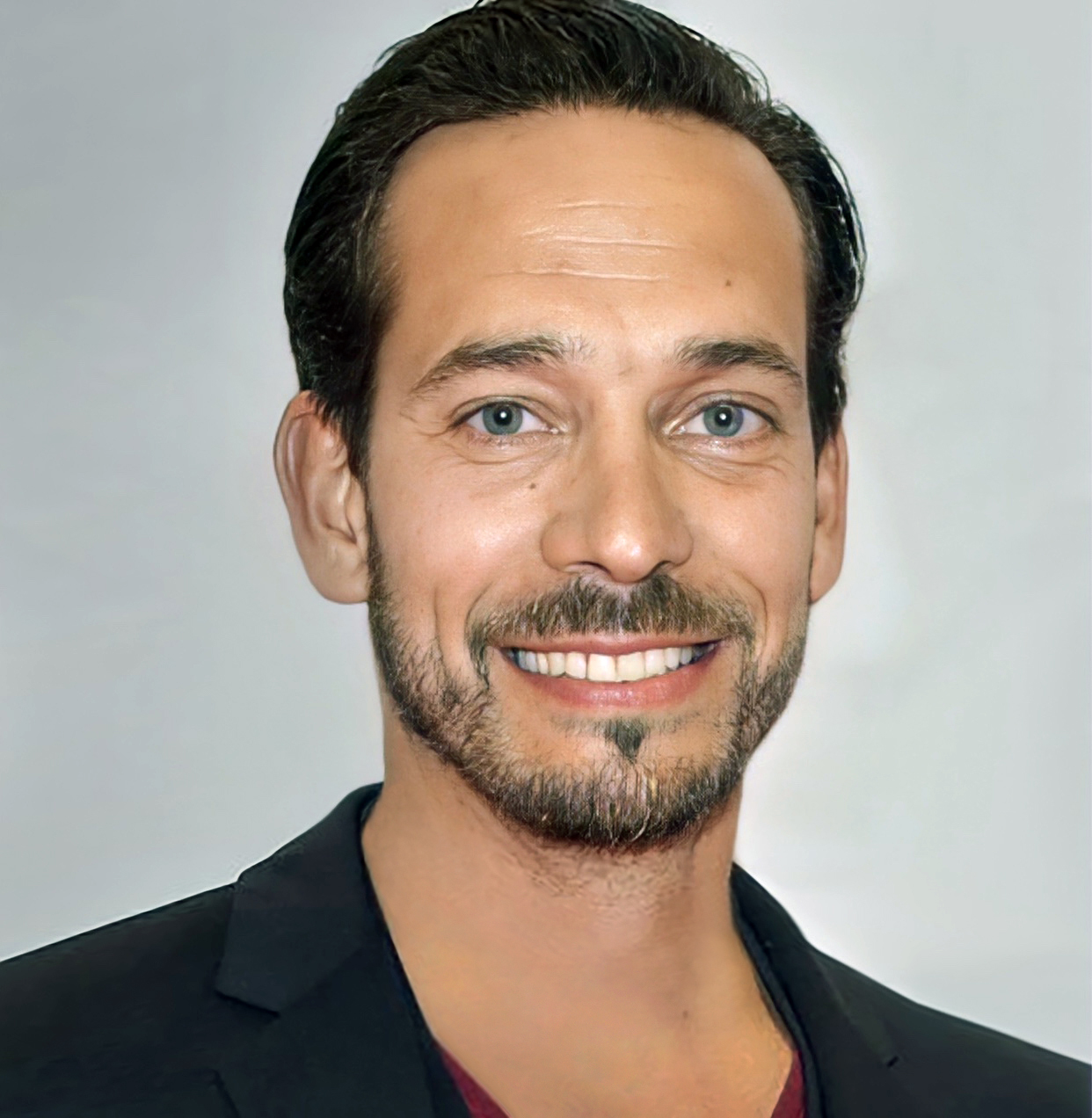
Markus Andreas Klauk, 2020

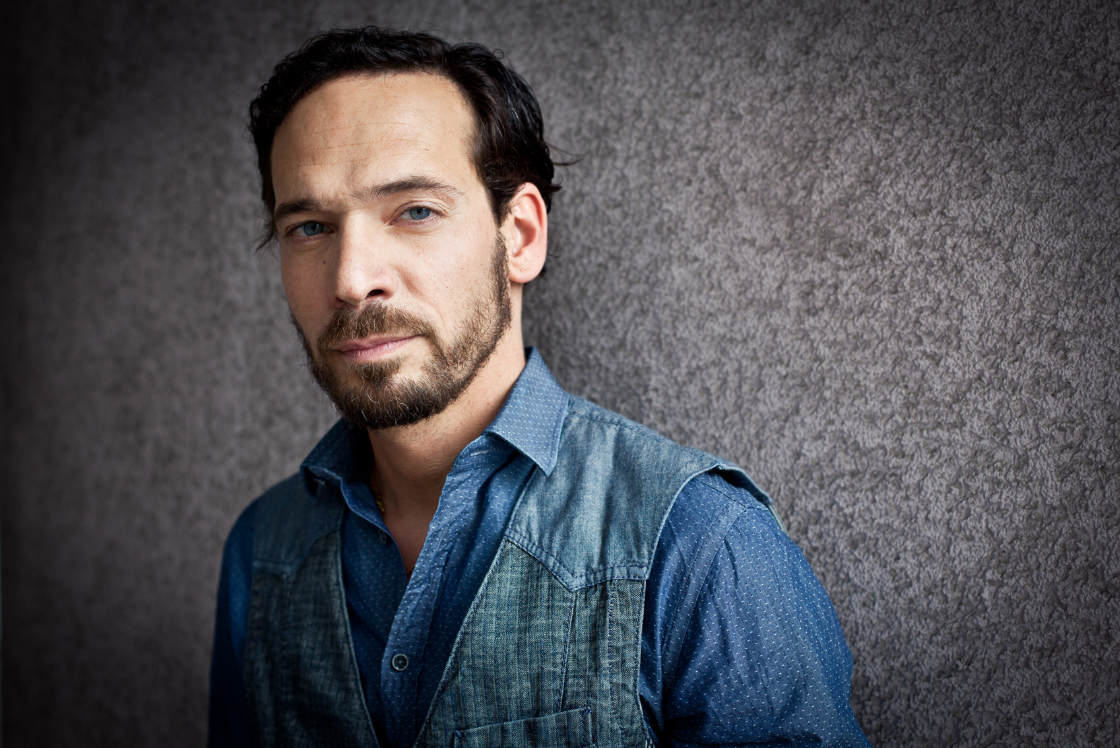
Markus Andreas Klauk, 2012

Markus Andreas Klauk (* 8. Dezember 1973 in Prüm) ist ein deutscher Schauspieler.

## Leben
Nach dem Abitur 1993 und einer Ausbildung zum Rettungssanitäter im Rahmen seines Zivildienstes, studierte Klauk Biologie und Theater-, Film- und Fernsehwissenschaft in Köln. Seiner Leidenschaft für die Bühne, das Radio und den Film folgte er erst später. 1998 ließ er sich an der Arturo Schauspielschule zum Schauspieler ausbilden und beendete seine Ausbildung 2002.
2005–2021 unterrichtete er selbst Schauspiel, unter anderem an der Folkwang Hochschule.
Markus Andreas Klauk lebt in Köln. Er ist Mitglied im VDS, Verband Deutscher Sprecher.

## Theater
Theaterengagements erhielt er am Landestheater Marburg, dem Schauspielhaus Düsseldorf und dem Schauspiel Köln. Er spielte u. a. Estragon in Warten auf Godot, Christian in Das Fest, Malvolio in Was ihr wollt und Richard III. im gleichnamigen Drama von William Shakespeare. Außerdem spielte er unter der Regie der dänischen Theatergruppe Signa Die Hundsprozesse im Jahr 2011, eine Adaption von Kafkas Roman Der Prozess am Schauspiel Köln. Ebenfalls unter Regie von Signa spielte er 2013 an der Volksbühne Berlin das Stück Club Inferno, eine Adaption von Dante Alighieris Göttliche Komödie.

## Film und Fernsehen
Bis heute ist Klauk in Episoden- und Episodenhauptrollen diverser Fernsehserien zu sehen. Eine erste größere Rolle übernahm er 2006 in der Telenovela Rote Rosen, in der er über 100 Folgen hinweg die Rolle Thorsten Fischer verkörperte. Im Kino war er unter anderem in Oliver Hirschbiegels Film Das Experiment als Wärter Stock zu sehen, seine erste Produktion als Schauspieler. Weitere Kinofilme sind Pia Marais’ Im Alter von Ellen und Markus Sehrs Eine Insel namens Udo und Die Kleinen und die Bösen. In Pierre-Henry Salfatis Kinofilm Der letzte Mentsch spielte er an der Seite von Mario Adorf und Hannelore Elsner. In der amerikanisch-britisch-deutschen Produktion Collide übernahm er die Rolle des Talaz an der Seite von Sir Ben Kingsley.
2012 feierte der Kurzfilm Playtime (Spielzeit) als Wettbewerbsbeitrag des Sundance Film Festivals Weltpremiere, und war einer von 64 Filmen, die aus 7.675 Einreichungen ausgewählt wurden, und neben der Kurz-Doku Into the Middle of Nowhere der einzige deutsche Beitrag 2012. Spielzeit war in der Kategorie „Bester internationaler Kurzfilm“ nominiert. Des Weiteren nahm Playtime in Austin, Texas am South by Southwest und in Dallas, Texas am Dallas International Film Festival teil.
Beim Los Angeles Cinema Festival of Hollywood wurde Klauk für sein darstellerische Leistung in Zweiakter/The Actor als bester Nebendarsteller nominiert.

## Filmografie (Auswahl)
- 2001: Das Experiment
- 2001: Der Clown (Fernsehserie, Folge Die Falle)
- 2002: Der kleine Mönch (Fernsehserie, Folge Der Fremde im Zug)
- 2006: Gott will es! (Kurzfilm)
- 2006–2007: Rote Rosen (Fernsehserie, 100 Folgen)
- 2007: My little boy (Kurzfilm)
- 2007: Ein Fall für KBBG (Kurzfilm)
- 2008–2023: SOKO Köln (Fernsehserie, verschiedene Rollen, 5 Folgen)
- 2008–2010: Jabhook (Fernsehserie, 22 Folgen)
- 2008: Die Dinge zwischen uns
- 2008: 112 – Sie retten dein Leben (Fernsehserie, eine Folge)
- 2009: Reset – der Film
- 2009: 4 Singles (Fernsehserie, verschiedene Rollen, 2 Folgen)
- 2009–2014: Alarm für Cobra 11 – Die Autobahnpolizei (Fernsehserie, verschiedene Rollen, 3 Folgen)
- 2010: Im Alter von Ellen
- 2010: Lena – Liebe meines Lebens (Fernsehserie, eine Folge)
- 2011: Zweiakter (Kurzfilm)
- 2011: Kommissar Stolberg (Fernsehserie, Folge Abgezockt)
- 2011: Eine Insel namens Udo
- 2011: Verbotene Liebe (Fernsehserie, Folge Liebesbotschaften)
- 2012: Spielzeit (Kurzfilm)
- 2013: Danni Lowinski (Fernsehserie, Folge Sie ist ein Model und sie sieht gut aus)
- 2013: SOKO Wismar (Fernsehserie, Folge Der Stachel in mir)
- 2013: Der letzte Mentsch
- 2014: Antlitz des Bösen (Kurzfilm)
- 2014: Hotel 13 (Fernsehserie, 12 Folgen)
- 2015: In uns das Universum (Kurzfilm)
- 2015: Die Kleinen und die Bösen
- 2015: Alles was zählt (Fernsehserie, 5 Folgen)
- 2015: Meuchelbeck (Fernsehserie, 4 Folgen)
- 2015: Kreisliga – Ein Dorf sieht schwarz (Webserie/Pilot)
- 2016: Die Chefin (Fernsehserie, Folge Geiselnahme)
- 2016: Rabenmütter (Fernsehserie, Folge Mütter, wie sie unterschiedlicher nicht sein könnten)
- 2016: Collide
- 2016–2017: Unter uns (Fernsehserie, 10 Folgen)
- 2017: Helen Dorn – Gnadenlos (Fernsehreihe)
- 2017: Wilsberg – Alle Jahre wieder (Fernsehreihe)
- 2018: Heldt (Fernsehserie, 2 Folgen)
- 2018: Sankt Maik (Fernsehserie, Folge Schnittchen und Flittchen)
- 2019: Mordshunger – Verbrechen und andere Delikatessen: Wie ein Ei dem anderen (Fernsehfilm zur Serie)
- 2019: Einstein (Fernsehserie, Folge Fallout)
- 2019: Hubert ohne Staller (Fernsehserie, Folge Eine smarte Dame)
- 2020: Terra X – Magellans Reise um die Erde. Das Abenteuer der ersten Weltumsegelung (Dokumentation)
- 2022: Bettys Diagnose (Fernsehserie, Folge Übergriffe)
- 2022: Die Eifelpraxis (Fernsehreihe, Folge Verlorener Vater)
- 2022: Gut, Danke. (Kurzfilm)
- 2024: WaPo Bodensee (Fernsehserie, Folge Im Nebel)

## Sprechen
2005 begann er mit seiner Tätigkeit als Sprecher, für Hörbücher, Computerspiele, Werbung und Synchron; seit 2011 als festes Mitglied des Stimmwerks des WDR. Man hört ihn meist im Fernsehen, seit 2011 in verschiedenen Sendungen des WDR.
Von 2013 bis 2018 war er feste Stimme der Sendungen Der Haushaltscheck mit Yvonne Willicks in WDR und ARD. Seit 2018 ist er Station-Voice für Phoenix (Fernsehsender). In der Zeit von 2018 bis 2023 sprach er für RTL die Sendung Die Alltagskämpfer. Seit 2023 ist Klauk die Stimme in den Tageszusammenfassungen von Promi Big Brother und Big Brother.
Für den Hörverlag hat er u. a. Todesstunde, Tag der Rache und Die Spur der Schuld von James Patterson, Der Seelensammler von Donato Carrisi und Die Trinity Verschwörung von Charles Cumming gelesen. Für Bastei Lübbe hat er 2020 das Sachbuch Der Feind in meinem Kopf von Matthias Hammer, den Roman Die Saiten des Lebens von Hazel Prior gelesen; 2022 alle sieben Bücher der Jan Fabel Reihe von Craig Russell.

## Hörspiel
2009 gründete Klauk zusammen mit Daniel Sempf Die Hörtheatrale und produziert Live-Hörspiele. Das Ensemble hat diverse Sherlock-Holmes-Romane und andere Romane des viktorianischen Zeitalters, u. a. Dracula, in eigener Hörspielfassung live auf die Bühne gebracht. Im Juni 2013 trennte sich Klauk allerdings von Sempf. Namen und Nutzungsrechte verkaufte er als Eigentümer der Marke „Die Hörtheatrale“ an Sempf.
Klauk ist immer wieder in Hörspielproduktionen zu hören.

## Moderation
Klauk tritt bei verschiedenen Veranstaltungen und Hotelshows auch als Moderator in Erscheinung, darunter Musikabende des WDR Funkhausorchesters wie „Ballhaus Berlin“ mit der Sängerin Lyambiko 2019, sowie „Blechmagie: Christoph Moschberger“ und „The Golden Age Of Broadway“ 2023. Die Verleihung des Hörspielpreises der Kriegsblinden moderierte er 2022.

## Auszeichnungen
- 2012: The Crazy Never Die – Die Lange Nacht des Hunter S. Thompson: Deutscher Radiopreis 2012 für die Beste Sendung[20]
- 2012: Zweiakter/The Actor von Oliver Wergers, Best Short Film Award beim Golden Door Film Festival[21], New Jersey
- 2012: Zweiakter/The Actor von Oliver Wergers, Best Narrative Short, Best Director beim Los Angeles Cinema Festival of Hollywood[22]
- 2012: Zweiakter/The Actor von Oliver Wergers, Silver Award bei den California Film Awards[23][24]
- 2008: Die Meisterdiebe von Markus Sehr und Hanno Olderdissen, 1. Platz beim Bertelsmann Buchtrailer Award
- 2006: Der Unbekannte (2006) von Daniel Rakete Siegel, Bronze Award bei dem Filmfestival Rostock